# 15627 Гонг
15627 Гонг (15627 Hong) — астероїд головного поясу, відкритий 29 квітня 2000 року.
Тіссеранів параметр щодо Юпітера — 3,406.